# Meilenstein (Weißenfels)

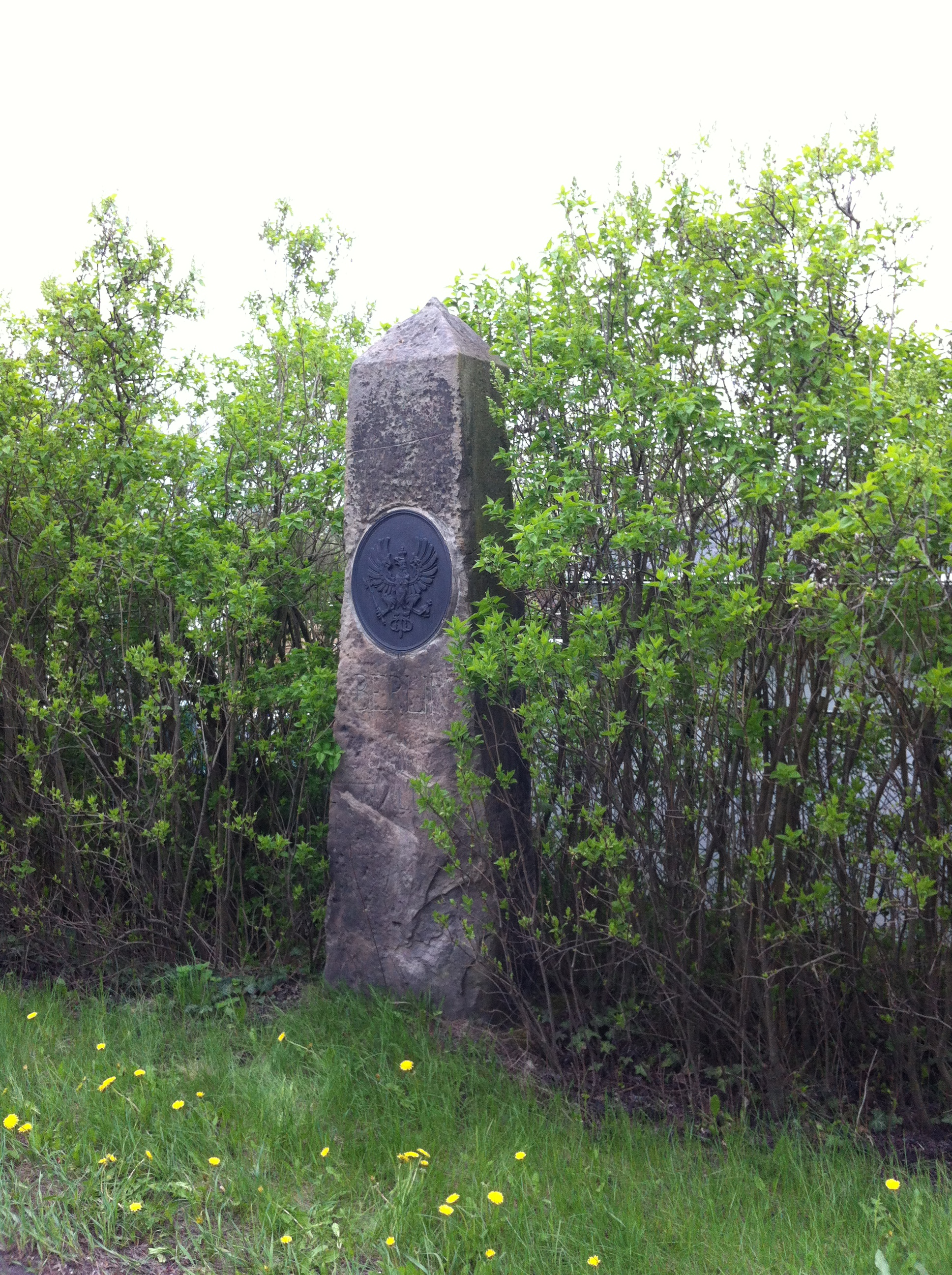
Preußischer Ganzmeilenstein in Weißenfels

Der Meilenstein in Weißenfels ist ein Kleindenkmal in der linkssaalischen Neustadt von Weißenfels im Burgenlandkreis in Sachsen-Anhalt.
Die Merseburger Straße im Norden von Weißenfels ist die Hauptstraße der Neustadt und gehört zu der historischen preußischen Chaussee von Berlin bis an die thüringische Grenze bei Giebelroth, die in den 1820er Jahren entstand. Sie war früher in Viertelmeilenabständen mit Meilensteinen besetzt, von denen sich aber nur noch wenige Exemplare erhalten haben. Von der Landeshauptstadt steht der Stein 26 Meilen entfernt, das entspricht 195,8 Kilometern. Zudem geben die Inschriften des Obelisken die Entfernungen nach Halle (4 Meilen), Merseburg (2 Meilen) und Weißenfels selbst an. Die letzte Angabe ist nicht gesichert überliefert und auch nicht mehr völlig zu entziffern, man geht aber von 3/8 Meile bis Weißenfels aus, da sich am Ganzmeilenstein in Merseburg die Angabe 2 3/8 Meilen nach Weißenfels findet.
Im Denkmalverzeichnis ist der Distanzanzeiger mit der Erfassungsnummer 094 66152 als Baudenkmal eingetragen. Die benachbarte Kleingartenanlage nennt sich Am Meilenstein, was dessen einstige Wirkung in der Landschaft unterstreicht. Heute steht der Stein geschützt – aber auch etwas verborgen – in einer Hecke an der Landesstraße 182 nahe der Auffahrt auf die Bundesstraße 91 an der Westseite. Er wurde im Jahr 2003 saniert und mit einer neuen Adlerplatte versehen. Der Verbleib der Sitzbänke ist nicht geklärt. Da der Stein heute auf einem Betonfundament steht, sind sie vermutlich nicht mehr vorhanden.